# The End of Faith
The End of Faith: Religion, Terror, and the Future of Reason (2004) (A Morte da Fé - Religião, terror e o futuro da razão no Brasil e O Fim da Fé, Religião, Terrorismo e o Futuro da Razão em Portugal) é um livro escrito por Sam Harris sobre a religião organizada, o choque entre a fé religiosa e o pensamento racional e o problema da intolerância que se correlaciona com o  fundamentalismo religioso.
Harris começou a escrever o livro durante o que ele descreveu como um período de "luto e estupefacção coletiva" após os ataques de 11 de setembro de 2001. O livro compreende uma ampla crítica de todos os estilos de crença religiosa, com destaque para o islamismo.
O livro foi publicado pela primeira vez em 11 de agosto de 2004. A edição em brochura foi publicada em outubro de 2005. No mesmo mês, entrou ficou em quarto lugar na lista de best-sellers do The New York Times e permaneceu na lista por 33 semanas.
Em resposta às críticas e comentários sobre o livro, Harris escreveu Letter to a Christian Nation (Carta a uma nação cristã) dois anos mais tarde.